# Mlorah
Mlorah is een bestuurslaag in het regentschap Nganjuk van de provincie Oost-Java, Indonesië. Mlorah telt 6025 inwoners (volkstelling 2010).